# Пётр Шафранец (ум. 1437)
Пётр Шафра́нец (пол. Piotr Szafraniec z Pieskowej Skały i ŁuczycJan; ? — 1437) — польский шляхтич, государственный деятель Королевства Польского последней четверти XIV — первой трети XV века. Первый польский подольский староста в 1404—1405 годах.

## Биография
Представитель польского шляхетского рода Шафранцев герба «Старыконь». Сын краковского подстолия Петра Шафранца. Петр Шафранец Старший упоминается в актах 1387-1395 годов в чине краковского подстолия.
В 1401 году Пётр Шафранец подписал Виленско-Радомскую унию между Польским королевством и Великим княжеством Литовским. В 1404—1405 годах он управлял подольским староством, полученным от польского короля Владислава Ягелло. Он был старостой ленчицким (1406—1418), хенцинским (1410, 1418—1421), серадзским (1418—1437) и краковским (1431—1432). В 1410 году Пётр Шафранец отличился в Грюнвальдской битве, в которой командовал собственной хоругвью. Он командовал в победоносной для поляков битве при Тухоле 5 ноября 1410 года. В 1411 году принимал участие в подписании Первого Торуньского мира между Польско-Литовским государством и Тевтонским орденом.
Пётр Шафранец участвовал в заключении Городельской унии между Польшей и ВКЛ в 1413 году и Мельнского мирного договора между Польско-Литовским государством и Тевтонским орденом в 1422 году. В 1435 году Пётр Шафранец участвовал в подписании Брест-Куявского мира между Польшей и Тевтонским орденом.
Петр Шафранец Младший был связан с королевским двором с начала своей карьеры. Он занимал должности подстолия краковского (1398—1406), подкомория краковского (1406—1430), воеводы сандомирского (1431—1433) и воеводы краковского (1433—1437).
В марте 1404 года польский король Владислав II Ягелло предоставил Петру Шафранцу поселения Сатанов и Зиньков с их окрестностями. Предоставление содержало ряд оговорок:
- помещик сам или через равного себе заместителя должен жить в предоставленных имениях;
- он должен ставить в заграничные походы 6 сулиц (участников) и 12 стрелков, а когда нужно оборонять край — становиться со всеми своими людьми;
- передать свое имение третьему лицу он может только по королевскому разрешению;
- подданные его должны исполнять все службы и давать налоги, которые были при прежних владельцах Подолья (Кориятовичи)[5].

Вскоре эти имения выкупил у Петра Шафранца за 1000 коп пражских денег великий князь литовский Витовт.
В 1415 году Петр Шафранец, будучи краковским подкоморием, передал сыну некоторые села в Галиции.
Начиная с 1428 года Пётр Шафранец с братом Яном Шафранцем (коронным канцлером, позже куявским епископом) возглавлял группировку при дворе и был одним из ближайших королевских советников. Был одним из лидеров придворной партии, поддерживавшей Владислава Ягелло.
Под Владимиром-Волынским староста самборский Петр Одровонж получил 8 сентября 1431 года от короля Польши Владислава II предоставление 10 сел в Смотрицком и Винницком поветах (перед тем были в заставе у воеводы краковского Петра Шафранца).
Он стремился заключить унию с Чехией и углубить связи с Великим княжеством Литовским. Он отдавал предпочтение гуситам. Он поддержал право сыновей Владислава Ягелло на престол.
После отца он был владельцем замка в Песковой Скале. Покровитель Краковской академии, которой он подарил дом, купленный им в 1434 году. Он был похоронен в часовне под башней серебряных колоколов Вавельского собора.

## Семья
Жена — Роза (фамилия неизвестна). Известные дети:
- Петр Шафранец из Песковой Скалы и Лучиц (ум. 1442) — краковский подкоморий, староста сандомирский
- Катажина — жена Марцина из Москоржева.